# 테오필 드 비오

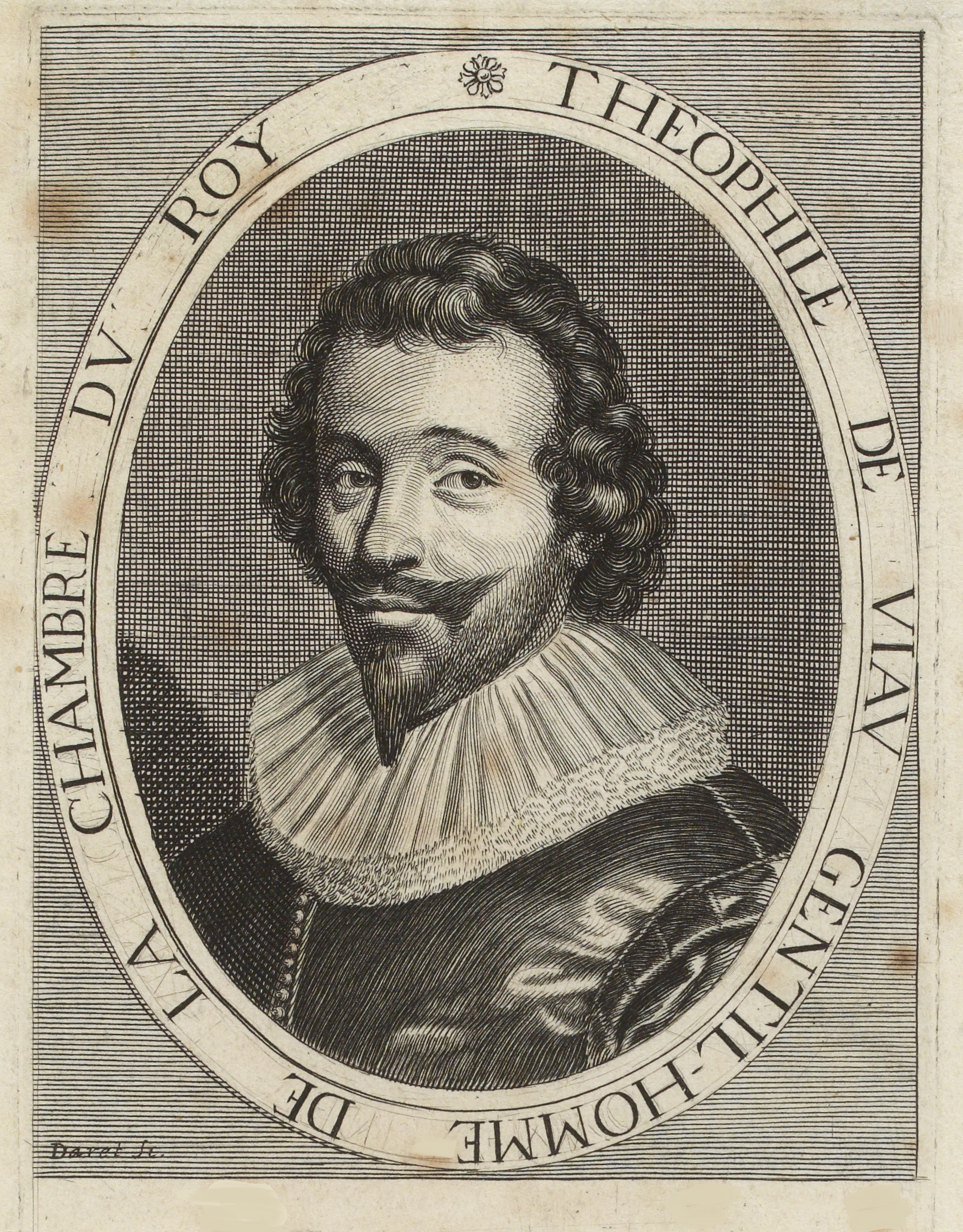

테오필 드 비오(Théophile de Viau, 1590~1629)는 프랑스의 시인이자 극작가이다. 동시대 작가 프랑수아 드 말레르브보다도 더 널리 읽혔음에도 불구하고 17세기 후반의 고전주의 작가들에게 비판받아 잊혀졌으며, 후대에 와서야 바로크와 리베르탱 계열의 작가로 재평가받았다.
잠시 루이 13세의 비호를 받기도 했으나 일생동안 추방, 옥살이, 사형선고 등을 겪었는데, 이는 예수회를 풍자하는 작품을 쓰고, 그 성품이 동성애적, 반종교적이라는 죄명하에서였다. 그러나 이러한 탄압은 사상적이라기보다는 정치적 알력에 기인한다는 것이 현대의 주된 해석이다.

## 작품관
비오는 리베르탱, 즉 자유사상가였으며, 고전주의의 기반을 닦은 동시대의 말레르브와는 달리 고전주의 문학의 속박을 싫어했다. 고전 작가들의 작품은 당대에는 새로운 것이었으나, 동시대인들은 낡은 문학만을 하고 있다며, 고전문학에 반대하며 '자연스럽고 쉬운' 문체로 창작할 것을 주장했다.

## 주요작
- <피람과 티스베>(Pyrame et Thisbé) - 알렉상드랭으로 쓰여진 총 5막의 비극.
- <영혼불멸론>(Traité de l'immortalité de l'âme) – 산문과 운문이 섞인, 플라톤의 <파이돈> 번안작
- <실비네 집>(La Maison de Sylvie) - 자신의 후원자들에 바치는 10수의 송시 연작